# Ari Ichihashi
Ari Ichihashi (市橋有里, Ichihashi Ari), née le 22 novembre 1977 à Naruto, est une athlète japonaise spécialiste des courses de fond, notamment le marathon.

## Carrière

### Palmarès
| Date | Compétition           | Lieu    | Résultat | Performance     |
| ---- | --------------------- | ------- | -------- | --------------- |
| 1999 | Championnats du monde | Séville | 3e       | 2 h 27 min 02 s |
| 2000 | Jeux olympiques d'été | Sydney  | 15e      | 2 h 30 min 34 s |

### Records
| Épreuve       | Performance     | Lieu    | Date            |
| ------------- | --------------- | ------- | --------------- |
| Semi-marathon | 1 h 09 min 23 s | Tokyo   | 19 janvier 1997 |
| Marathon      | 2 h 27 min 02 s | Séville | 29 août 1999    |